# Gia Farrell
Gia Farrell, pseudonimo di Jeannie Bocchicchio (Suffern, 9 febbraio 1989), è una cantante statunitense.
È legata all'etichetta Atlantic Records. Ha pubblicato il suo primo singolo, Hit me up, nel novembre del 2006, il quale fa anche parte della colonna sonora di Happy Feet. Ha inoltre cantato Maidens of the Grove per il film Step up del 2006.
L'album, che avrà il suo stesso nome, sarà pubblicato nel 2007.

## Biografia
Cresciuta a Suffern, Gia comincia a cantare fin dalla tenera età. È di discendenza italiana. La sua famiglia appoggia la sua passione e Gia inizia lezioni di canto all'età di otto anni. Continua ad allenare la sua voce per tutta l'adolescenza esibendosi in una produzione locale di Bulli e pupe e aprendo un concerto di Fat Joe, cantando cover di Beyoncé e Mariah Carey. Nel 2006 si lega all'etichetta Atlantic.
Gia afferma di ispirarsi a cantanti come Whitney Houston, Mariah Carey e Christina Aguilera. Di sé stessa dice:
(Gia Farrell)
All'età di 13 anni cattura il difficile ed esigente pubblico del Showtime at the Apollo e viene nominata come "Miglior artista dell'anno". Inoltre si esibisce all'Ed McMahon's Next Big Star e allo Star Search, dove ottiene la vittoria. Gia è in grado di cantare con il cosiddetto "whistle", un registro vocale molto alto, come si può ascoltare nelle canzoni: You'll be sorry, Stupid for you, Got me like oh!, Do you know what it's like.

## 2006 e presente. Hit me up e album di debutto
Gia ha pubblicato il suo primo singolo nel novembre del 2006, Hit me up. La canzone era inclusa nella colonna sonora del film Happy Feet, insieme ad altri artisti come Pink (cantante), Prince e Patti LaBelle. La canzone raggiunse le classifiche europee e ottenne il sesto posto in Australia. "Hit me up" fu pubblicato in America il 29 gennaio 2007; il singolo fu anche usato come sigla per la seconda stagione di Germany's Next Top Model. Per le vacanze di Natale del 2006, la canzone di Gia, "Christmas Everyday", fu inclusa nel Make-A-Wish Holiday CD.
Nel 2006 inoltre inizia a lavorare al suo album di debutto, Gia Farrell, che è atteso per l'aprile del 2007. La completa tracklist non è ancora stata rivelata ma 4 tracce sono state confermate: "Hit me up", "Real", "You'll be sorry", "Stupid for you". Ha registrato e scritto le canzoni con la collaborazione di diversi produttori come StarGate che aveva già lavorato con Beyonce e Ne-Yo e Matthew Gerrard (Kelly Clarkson).
In aprile Gia ha cantato l'inno nazionale americano al Cincinnati Reds, come apertura della stagione di baseball.